# 테이블 19
《테이블 19》(영어: Table 19)는 미국에서 제작된 제프리 블리츠 감독의 2017년 코미디 영화이다. 애나 켄드릭, 크레이그 로빈슨, 준 스퀴브, 리사 쿠드로, 스티븐 머천트, 토니 레볼로리가 결혼 피로연에서 함께 테이블 19에 앉게 되는 하객들로 출연하였다.

## 줄거리
엘로이즈는 가장 오래된 친구인 프랜시의 결혼식에 하객으로 참석한다. 본래는 신부 들러리를 설 예정이었지만 2개월 전 신랑의 형제이자 신랑 들러리 대표인 남자친구 테디에게 문자 메시지로 차인 뒤 그만두게 되었다.
결혼 피로연에서 엘로이즈는 자신이 테이블 19에 배정된 것을 알게 된다. 같은 테이블에 앉게 된 사람들은 신랑 아버지의 페이스북 친구인 제리와 비나 켑 부부, 어머니가 신랑 지인이라 오게 된 10대 렌조, 테디와 프랜시의 어릴 적 보모 조, 가석방으로 나온 프랜시의 사촌 월터이다. 결혼식 계획을 짜는 걸 도왔던 장본인인 엘로이즈는 테이블 19가 하객으로 애매한 인물들을 모아놓은 자리라는 걸 알고 있다. 이들은 식이 진행되는 동안 서로의 인생과 고민을 나누며 뜻밖의 우정을 발견한다.

## 출연
- 애나 켄드릭 - 엘로이즈 "엘" 맥게리 역
- 크레이그 로빈슨 - 제리 켑 역
- 준 스퀴브 - 조 플래너건 역
- 리사 쿠드로 - 비나 켑 역
- 스티븐 머천트 - 월터 심블 역
- 토니 레볼로리 - 렌조 엑버그 역
- 와이엇 러셀 - 테디 역
- 어맨다 크루 - 니키 역
- 토머스 코쿼럴 - 헉 역
- 마리아 세이어 - 케이트 밀너 역
- 마고 마틴데일 - 도니 헤이칙 역
- 엘리자베스 러들로
- 앤디 스탈

## 기타 제작진
- 총괄 제작: 댄 코언, 로스 제이컵슨, 제러미 킵 워커
- 의상: 페기 스탬퍼